# Sanganer
La sanganer est une race bovine originaire d'Afrique du Sud.

## Origine
Elle est une race récente issue de souche très ancienne. Les colons blancs ont créé un élevage intensif en remplacement du pastoralisme ancestral. Les races britanniques introduites nécessitent une bonne qualité de fourrage, indisponible dans de grandes portions du territoire. Là, seules les races africaines sont viables. Les races zébuines sud-africaines sont issues de la branche "Sanga". La nouvelle race issu principalement du croisements entre les races zébuines afrikaner, Drakensberg, Nguni... porte donc le nom de sanganer en référence à ses origines. 
Lors de la création de cette race, il a été créé deux registres:
- Registre de base : il est destiné à recenser les anomaux aptes. Toutes les femelles issues de races de la branche sanga sont aptes. Pour les individus sans pedigree, un examen par un inspecteur permet d'éliminer les individus qui s'éloignent du standard. Les troupeaux désirant être certifiés en race sanganer sont inspectés régulièrement.
- Registre de développement : Il s'agit de l'examen sur plusieurs générations du phénotype. Les jeunes reproducteurs peuvent provenir de femelles à phénotype Nguni croisée avec un mâle afrikaner certifié, d'une vache afrikaner avec un mâle Nguni certifié, ou de parents noin certifiés, mais avoir le phénotype agréé par un inspecteur de la race. Les animaux issus de ces reproducteurs sont destinés à créer une population sur laquelle on pourra définir le standard de race.
- Le herd-book proprement dit est prévu à l'ouverture dans les années qui viennent.

## Morphologie
Elle porte une robe non définie, acceptant les motifs des races qu'elle accueille. Les muqueuses sont sombres. Tous les critères ne sont pas encore définis.

## Aptitudes
C'est une jeune race issue de bétail multi-usage, de la fourniture de lait, viande et cuir à sa force de travail. Elle est principalement destinée à la production de viande. 
Elle présente une bonne aptitude de résistance à la chaleur et aux maladies et accepte tout type de fourrage, même médiocre. Les vaches sont fertiles très jeunes, parfois dès 11 mois, le vêlage ne pose pas de problèmes et les veaux sont vigoureux dès la naissance. Avec l'aide de leur mère, ils peuvent ainsi échapper à nombre de prédateur en plein air. 
Un projet de développement agricole a été mis en œuvre. Il s'agit de confier un troupeau de sanganer et une surface de terre à des habitants d'un bidonville. A charge pour eux de développer leur cheptel et d'y gagner leur vie. Initié en 2002, ce programme est à la recherche de nouvelles terres pour développer ce système.